# هنر فضا

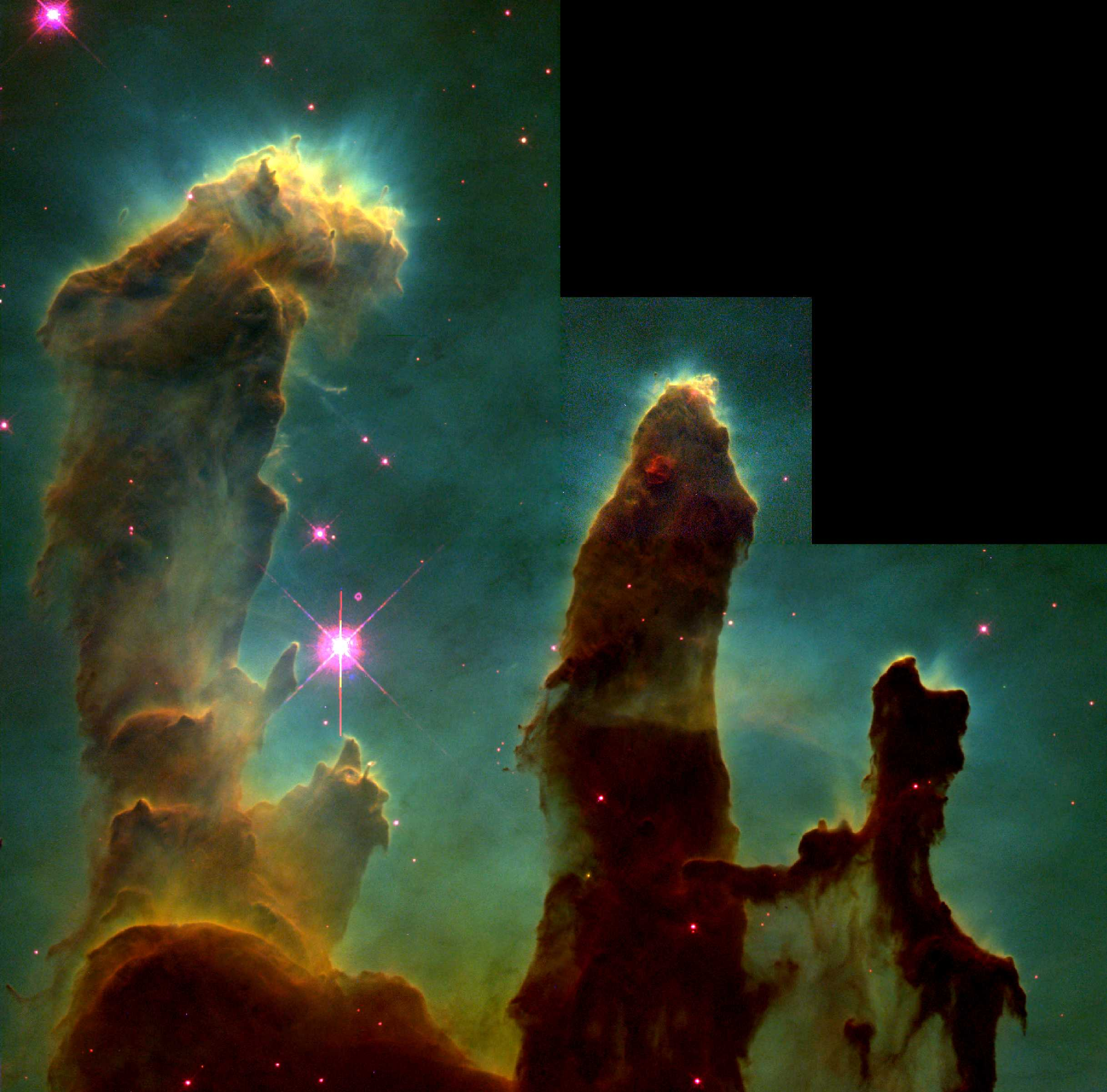
The ستون‌های آفرینش در خوشهٔ ستاره‌ای سحابی عقاب

هنر فضا (که همچنین به عنوان هنر نجوم نیز شناخته می‌شود) اصطلاحی برای ژانر بیان هنری مدرن است که می‌کوشد شگفتی‌های جهان را به نمایش بگذارد. هنر فضا مانند سایر ژانرها، دارای جنبه‌های بسیاری است و واقع‌گرایی، امپرسیونیسم، هنر سخت‌افزاری، مجسمه‌سازی، نگاره‌های انتزاعی، حتی هنر زیستی را در بر می‌گیرد. گرچه هنرمندان مدت‌هاست که با عناصر نجومی هنر می‌سازند، اما خود ژانر فضا فضا هنوز در مراحل ابتدایی خود قرار دارد، و این تنها زمانی آغاز شده که بشریت توانایی تماشای دنیای خود را پیدا کرده و آنچه را که در آنجا می‌بیند، از دیدگاه هنرمندانه به تصویر بکشد. از هر سبک و سیاقی که استفاده شود، هنرمند به‌طور کلی در تلاش است تا ایده‌هایی را، به نوعی با فضا ارتباط برقرار کند، و این اغلب شامل قدردانی از تنوع و گستردگی نامحدودی است که ما را احاطه کرده‌است. در برخی موارد، هنرمندانی که خود را هنرمندان فضایی می‌دانند بیشتر از تصویرگری و نقاشی برای ارتباط با اکتشاف‌های علمی، یا آثار به تصویر کشیدن فضا استفاده می‌کنند، برخی از آن‌ها این فرصت را داشته‌اند که به‌طور مستقیم با فناوری پرواز فضایی و دانشمندان در تلاش برای گسترش هنرها، علوم انسانی و فرهنگی همکاری کنند. بیان نسبت به کاوش در فضا.